# Chryzostom Henryk Załuski
Chryzostom Henryk Załuski herbu Junosza (zm. w 1732 roku) – starosta lubelski w latach 1720–1732.
Poseł ziemi sochaczewskiej na sejm 1722 roku. Był posłem województwa lubelskiego na sejm 1730 roku.